# Palama
Palama est un quartier de Marseille, situé dans le 13e arrondissement et faisant partie des quartiers nord.